# Éider Arévalo
Éider Arévalo (* 9. března 1993 Bogota) je kolumbijský atlet, který se věnuje sportovní chůzi. Mistr světa v chůzi na 20 km z roku 2017.
V roce 2012 zvítězil na mistrovství světa juniorů v závodě na 10 kilometrů chůze. Při startu na světovém šampionátu dospělých v roce 2015 v Pekingu obsadil v chodeckém závodě na 20 kilometrů sedmé místo. Jeho největším úspěchem se stal titul mistra světa v této disciplíně, který získal v srpnu 2017 v Londýně.